# Sète
Sète je francouzské město a obec v departementu Hérault v regionu Okcitánie. V roce 2008 zde žilo 42 786 obyvatel. Je centrem kantonů Sète-1 a Sète-2.